# Ерсин Татар
Ерсин Татар (на турски: Ersin Tatar) е кипърски политик, бивш премиер и настоящ президент на признатата само от Турция Севернокипърска турска република от 23 октомври 2020 г.

Роден е на 7 септември 1960 г. в Никозия. Завършва специалност икономика в Кеймбриджки университет. Политическата му кариера започва през 2009 г. когато е избран за Финансов министър на Северен Кипър. През същото време е и помощник секретар на Партия на националното единство. През 2013 г., след като правителството не успява да получи вот на доверие, работата на Татар в кабинета приключи.
На 31 октомври 2018 г. става председател на Партия на националното единство.
През 2020 г. се кандидатира за Президент на изборите.На първия тур на президентските избори на Северно Кипърска турска република през 2020 г. той получи 32,5% от гласовете и стигна до втория тур. На втория тур, проведен на 18 октомври 2020 г., той е избран за президент на Северен Кипър с 51,74% от гласовете.
Женен е и има 2 деца.